# نكد
النكد أو اللبين أو الريخردية (باللاتينية: Reichardia) جنس نباتي يتبع الفصيلة النجمية ويضم سبعة أنواع مقبولة وتسعة لم يحسم أمرها بعد. معظمها واطنة في حوض البحر الأبيض المتوسط وجزر الكناري.

## من أنواعهالواطنةفيالوطن العربي
- النكد ثنائي التفرع (باللاتينية: Reichardia dichotoma) في بلاد الشام وتركيا والقوقاز والبلقان
- النكد الطنجي (باللاتينية: Reichardia tingitana) في الجزيرة العربية وبلاد الشام ومصر والمغرب العربي وبعض مناطق حوض البحر الأبيض المتوسط
- النكد المتوسط (باللاتينية: Reichardia intermedia) في بلاد الشام والمغرب العربي وبعض مناطق حوض البحر الأبيض المتوسط
- النكد المريري (باللاتينية: Reichardia picroides) في بلاد الشام ومصر والمغرب العربي وحوض البحر الأبيض المتوسط